# Alvin Lucier
Alvin Augustus Lucier Jr. (14. května 1931, Nashua, New Hampshire, USA – 1. prosince 2021, Middletown, Connecticut) byl americký hudební skladatel a experimentátor na poli elektronické hudby, která zkoumá akustické jevy a sluchové vjemy. 
Kromě dlouhodobého působení jako profesor na Wesleyanské univerzitě byl Lucier členem významného uskupení Sonic Arts Union, kam dále patřil Robert Ashley, David Behrman a Gordon Mumma. Velká část jeho práce byla ovlivněna vědou a mapuje fyzikální vlastnosti zvuku jako takového: ozvěnu, fázovou interferenci mezi blízkými tóny a přenos zvuku prostřednictvím fyzických médií.

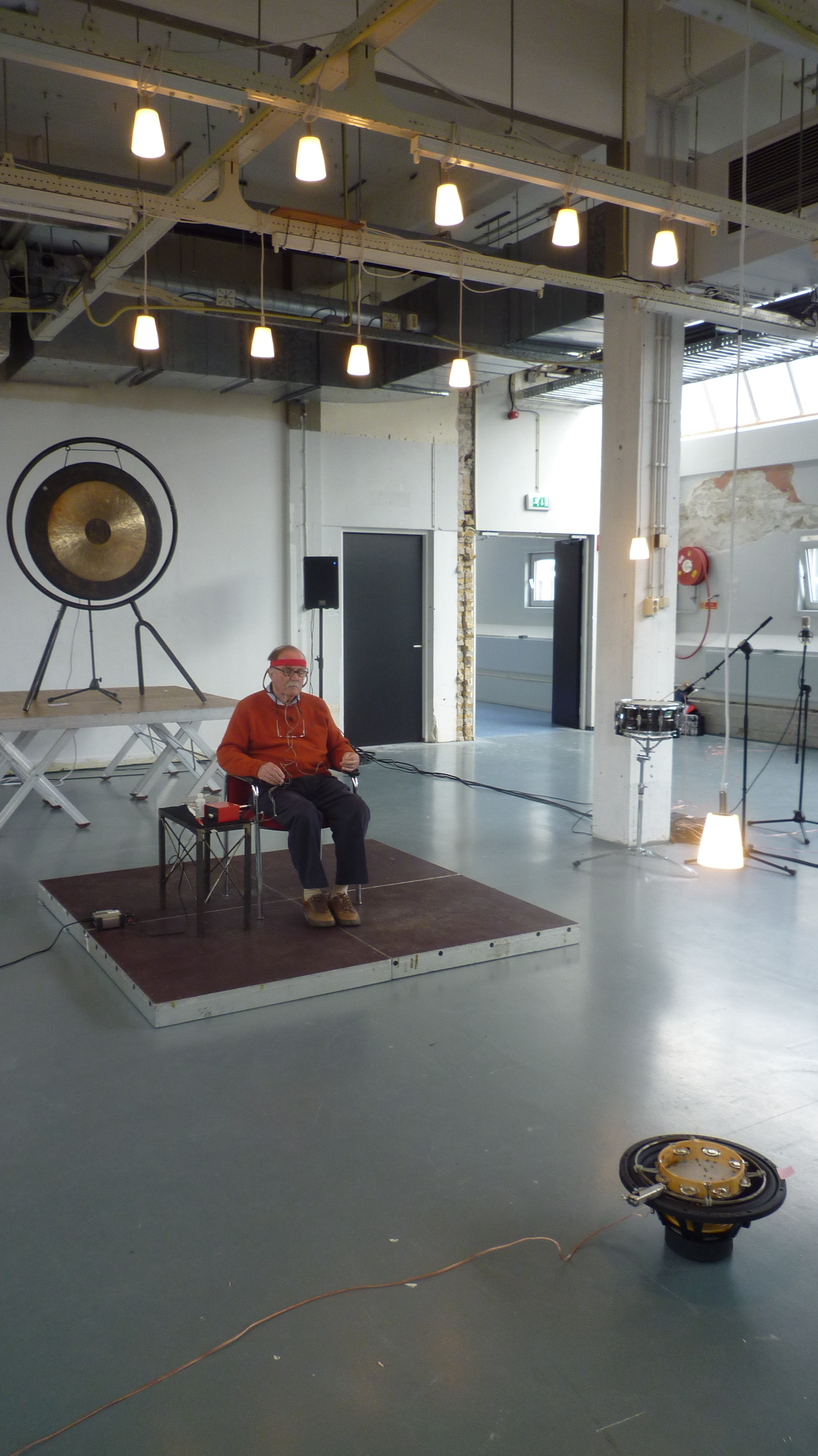
Alvin Lucier (2010)

## Život
Lucier se narodil v Nashua, malém městečku v Nové Anglii. Navštěvoval postupně místní veřejnou a farní školu, školu Portsmouth Abbey, Yaleovu a Brandeisovu univerzitu. V letech 1958 a 1959 studoval s Lukasem Fossem a Aaronem Coplandem v Tanglewoodském centru. V roce 1960 odjel do Říma na Fullbright Fellowship, kde se spřátelil s americkým přistěhovalcem skladatelem Rzewskim a stal se tu svědkem performance Johna Cage, Merce Cunninghama a Davida Tudora, která představovala působivou alternativu k jeho klasickému vzdělání. Z Říma se vrátil v roce 1962, aby se ujal pozice šéfa Brandeiského univerzitního sboru Chamber Chorus, který se zabýval jak klasickým vokálním dílem, tak moderní kompozicí. Roku 1963 koncertoval Chamber Chorus v newyorské Town Hall. Lucier tu potkal Gordona Mumma a Roberta Ashleyho, experimentální skladatele, kteří byli zároveň řediteli festivalu ONCE, každoroční multimediální události v Ann Arbor, v Michiganu. O rok později Mumma a Ashley Chamber Chorus na ONCE pozvali a v roce 1966 se Lucier revanšoval pozváním Mummy, Ashleyho a společného přítele Davida Behrmana do Brandeisu na koncert čtyř skladatelů. Na základě úspěchu tohoto koncertu potom podnikli turné po Spojených státech a Evropě pod označením Sonic Arts Group (na Ashleyho návrh byl později název změněn na Sonic Arts Union). Šlo spíše o hudební kolektiv nežli o skutečný kvartet. Sonic Arts Union předváděli dílo každého ze svých členů, sdílející nástroje a asistující si, když bylo třeba. Po deseti letech společného hraní se soubor rozešel v roce 1976. V roce 1970 Lucier opustil Brandeis kvůli místu na Wesleyanské univerzitě a roku 1972 se stal šéfem taneční společnosti Violy Farber. Tuto pozici si udržel do roku 1979.

## Dílo
I když Lucier skládal komorní a orchestrální díla od roku 1952, sám skladatel i jeho kritici pokládají za skutečný počátek jeho kariéry skladbu z roku 1965, Music for Solo Performer. V tomto kusu EEG elektrody připojené k hlavě interpreta detekují impulzy mozkových vln alfa generovaných ve chvíli, kdy performer dosahuje meditativního stavu. Alfa vlny jsou zesíleny a výsledný elektrický signál je užit k rozechvění a rozeznění bicích nástrojů rozmístěných v prostoru. Mezi další důležitá raná díla patří Vespers (1968), v níž interpreti užívají ruční echolokátor pro lokalizaci přibližného fyzického středu místnosti, aby prohloubili své porozumění akustickému vnímání a odhalili základy okolního prostoru pomocí nevizuálních prostředků.

### I am sitting in a room
Jedním z Lucierových nejdůležitějších a nejslavnějších děl je I am sitting in a room (1969), ve kterém Lucier nahrává sám sebe, jak vypráví jednoduchý text, a následně pouští nahrávku zpět do místnosti, znovu ji nahrávající. Nová nahrávka je pak znovu puštěna a nahrána a tento proces je opakován znovu a znovu. Protože každý pokoj má svou charakteristickou frekvenční závislost doznívání, určité frekvence jsou postupně zesíleny tím, jak vlny rezonují v pokoji, až se slova nakonec stanou nesrozumitelnými, nahrazena úplně souznějícími harmoniemi a tóny samotného pokoje. Přednášený text popisuje právě tento proces – začíná slovy: „Sedím v pokoji, odlišném od toho, ve kterém jste teď vy. Nahrávám zvuk svého hlasu.“ a končí: „Považuji tuto činnost ne tak za demonstraci fyzikálního faktu, jako spíše za způsob, jak vyfiltrovat z mojí řeči jakékoliv neobvyklosti, které by mohla obsahovat,“ čímž poukazuje na své koktání.

### Další díla
K dalším klíčovým pracím patří North American Time Capsule (1966), který využívá prototyp hlasového kodéru k izolaci a manipulaci úryvků řeči, Music On A Long Thin Wire (1977), kde je struna z piana napnuta napříč pokojem a rozvibrována pomocí zesíleného oscilátoru a magnetu na každém konci, přičemž vytváří měnící se harmonické tóny a zvuky, Crossings (1982), v němž jsou tóny hrány napříč rovnoměrně stoupajícími sinovými vlnami, produkující interferenční rázy, Still and Moving Lines of Silence in Families of Hyperbolas (1973–74), kde interferenční tóny mezi sinovými vlnami vytváří „propady“ a „údolí“ zvuku a ticha a Clocker (1978), který užívá přirozenou zpětnou vazbu a dozvuk.
Mezi studenty Lucierovy kompozice patří Nicolas Collins, Ron Kuivila, Arnold Dreyblatt, Douglas Kahn, Daniel James Wolf a Mladen Miličevič.

## Diskografie
- Still and Moving Lines of Silence in Families of Hyperbolas, 1–12, Lovely Music, Ltd. CD 1015, 2004
- Navigations for Strings, Small Waves, Mode Records, CD 124, 2003
- Still Lives, Lovely Music, Ltd. CD 5012, 2001
- Theme, Lovely Music, Ltd. CD 5011, 1999
- Panorama, Lovely Music, Ltd. CD 1012, 1997
- Fragments for Strings, Arditti String Quartet, Disques Montaigne, 1996
- Clocker, Lovely Music, Ltd. CD 1019, 1994
- Music On A Long Thin Wire, Lovely Music, Ltd. LP/CD 1011, 1980/92
- Self Portrait, on Upper Air Observation, Barbara Held, flute, Lovely Music, Ltd. CD 3031, 1992
- Nothing is Real/Hyper Beatles 2, Eastworld, 1991
- Crossings, Lovely Music, Ltd. CD 1018, 1990
- I am sitting in a room, Lovely Music, Ltd. LP/CD 1013, 1981/90
- Music for Alpha Waves, Assorted Percussion, and Automated Coded Relays, na "Imaginary Landscapes," Elektra/Nonesuch 79235-2, 1989
- Sferics, Lovely Music, Ltd. LP 1017, 1988
- Still and Moving Lines of Silence in Families of Hyperbolas, 5–8, Lovely Music, Ltd. LP 1016, 1985
- Still and Moving Lines of Silence in Families of Hyperbolas, 1–4, Lovely Music, Ltd. LP 1015, 1983
- Music for Solo Performer, Lovely Music, Ltd. LP 1014, 1982
- Bird and Person Dyning/The Duke of York, Cramps, 1975
- Vespers, na "Electronic Sound," Mainstream MS-5010, 1971
- North American Time Capsule, na "Music of Our Time", CBS Odyssey Records, 1967
- I am sitting in a room, SOURCE Record, 1966
- OHM: The Early Gurus of Electronic Music, 2000. 3-CD kompilace obsahující výňatek z Music On A Long Thin Wire.

## Filmy
- 1976 – Music With Roots in the Aether: Opera for Television. Tape 3: Alvin Lucier. Vyrobeno a režírováno Robertem Ashleyem. New York, New York: Lovely Music.